# Charlotte Henry
Charlotte Henry (* 4. März 1914 in Brooklyn, New York, als Charlotte Virginia Henry; † 11. April 1980 in La Jolla, Kalifornien) war eine US-amerikanische Schauspielerin.

## Leben und Karriere
Die blondhaarige Charlotte Henry arbeitete bereits in jungen Jahren als Model und gab im Oktober 1928 im Alter von 14 Jahren ihr Debüt am Broadway in der Komödie Courage, welches sich mit 280 Aufführungen zu einem großen Erfolg entwickelte. Im folgenden Jahr zog Henry mit ihrer Mutter nach Hollywood, wo sie 1930 ihr Filmdebüt absolvierte und ihre Broadway-Rolle aus Courage in der gleichnamigen Verfilmung repräsentierte. Sie besuchte eine Schule für professionelle Kinderschauspieler und zu ihren Klassenkameraden zählten Frankie Darro, Anita Louise und Betty Grable, außerdem spielte sie Anfang der 1930er-Jahre im Pasadena Playhouse. Nachdem sie vorwiegend Nebenrollen in Filmen gespielt hatte, kam Henrys große Chance mit der Titelrolle in Alice im Wunderland (1933), der Verfilmung von Lewis Carrolls gleichnamigen Roman. Angeblich setzte sie sich gegen fast 7000 Konkurrentinnen durch. Neben Henry spielten im kostspieligen Film Filmstars wie Gary Cooper, W. C. Fields, Cary Grant und Edna May Oliver.
An den Kinokassen wurde Alice im Wunderland jedoch zu einem Flop und wider Erwarten schaffte Charlotte Henry nicht den Durchbruch zum Star, vielmehr beschädigte der Film ihre weitere Laufbahn als Schauspielerin. 1934 wurde sie von ihrem Filmstudio MGM an die Laurel-und-Hardy-Komödie Rache ist süß ausgeliehen, wo Henry die Rolle der jungen Unschuld Bo Peep übernahm. Trotz dieses kleineren Erfolges musste sich Henry in den folgenden Jahren zumeist mit Auftritten in B-Filmen begnügen, häufig als recht eindimensionale Leading Lady. 1937 zog sich Henry nach fast 30 Filmen aus dem Filmgeschäft zurück und arbeitete erneut als Model. In den Jahren 1941 und 1942 kehrte sie nochmal für vier Filme vor die Kamera zurück, ehe sie ihre Karriere im Showbusiness vollends beendete.
Nach ihrem Rückzug führte Henry gemeinsam mit ihrer Mutter eine Arbeitsagentur in San Diego, später arbeitete Henry für insgesamt 15 Jahre als Chefsekretärin des Bischofs Charles Francis Buddy. Bis zu ihrem Tod war Henry mit Dr. James J. Dempsey verheiratet, zudem war sie weiterhin als Laienschauspielerin auf verschiedenen Bühnen zu sehen. 1980 starb Charlotte Henry im Alter von 66 Jahren an einer Krebserkrankung und wurde im Holy Cross Cemetery in San Diego begraben.

## Filmografie
- 1930: Harmony at Home
- 1930: Courage
- 1930: On Your Back
- 1931: Huckleberry Finn
- 1931: Arrowsmith
- 1932: Sehnsucht ohne Ende (Forbidden)
- 1932: Mord in der Rue Morgue (Murders in the Rue Morgue)
- 1932: Lena Rivers
- 1932: Rebecca of Sunnybrook Farm
- 1932: A Hockey Hick (Kurzfilm)
- 1932: Rasputin: Der Dämon Rußlands (Rasputin and the Empress)
- 1933: Man Hunt
- 1933: Alice im Wunderland (Alice in Wonderland)
- 1934: The Last Gentleman
- 1934: The Human Side
- 1934: Rache ist süß (Babes in Toyland)
- 1935: Laddie
- 1935: The Hoosier Schoolmaster
- 1935: Forbidden Heaven
- 1935: 3 Kids and a Queen
- 1936: The Return of Jimmy Valentine
- 1936: Hearts in Bondage
- 1936: The Gentleman from Louisiana
- 1936: Charlie Chan in der Oper (Charlie Chan at the Opera)
- 1936: The Mandarin Mystery
- 1937: Jungle Menace
- 1937: God’s Country and the Man
- 1937: Young Dynamite
- 1941: Bowery Blitzkrieg
- 1941: Flying Blind
- 1942: She’s in the Army
- 1942: I Live On Danger